# Pardosa mulaiki
Pardosa mulaiki är en spindelart som beskrevs av Willis J. Gertsch 1934. Pardosa mulaiki ingår i släktet Pardosa och familjen vargspindlar. Inga underarter finns listade i Catalogue of Life.